# تايرون روبرتسون
تايرون روبرتسون (بالإنجليزية: Tyrone Robertson)‏ هو لاعب كرة قدم أمريكية أمريكي، ولد في 15 أغسطس 1979 في دانفيل في الولايات المتحدة.

## وصلات خارجية
- تايرون روبرتسون على موقع مرجع كرة القدم المحترفة.كوم (الإنجليزية)